# Universal Volley Modena
Universal Volley Modena – żeński klub siatkarski z Włoch, założony w 1970 roku. W latach 2010–2012 klub występował pod nazwą Liu Jo Volley Modena.
W trakcie sezonu 2012/13 klub wycofał się z rozgrywek Serie A z powodu kłopotów finansowych.